# Стокер, Лоран
Лоран Стокер (фр. Laurent Stocker, 23 мая 1973, Сен-Дизье, Франция) — французский актёр театра, кино и телевидения. Обладатель награды Сезар 2008.

## Биография
Лоран Стокер родился 23 мая 1973 года во французском городе Сен-Дизье. С 1993 по 1996 год обучался в Ателье Жерара Филипа (Ateliers Gérard Philipe) и Высшей национальной консерватории драматического искусства в мастерской Маделин Марион, Даниэля Месгиша и Филиппа Эдриана.
С 14 июня 2001 года является членом труппы известного французского театра Комеди Франсэз, а 1 января 2004 года также стал его 511 социетарием.
 В 2008 году был номинирован на театральную награду «Мольер» в номинации «Лучший актёр второго плана» за спектакль Juste la fin du monde.
Снялся более чем в 20 фильмах и сериалах. Его наиболее заметной ролью, стала роль Филибера Марке де Тюбилье в картине Клода Берри «Просто вместе», снятой по одноимённому роману Анны Гавальда, где Лоран снимался вместе с Одри Тоту и Гийомом Кане. За эту роль он был удостоен премии Сезар в номинации «Самый многообещающий актёр», а также номинировался в категории «Лучший актёр второго плана». Среди других заметных работ актёра можно выделить фильм Даниэля Томпсона «Код изменился», где Лоран играл вместе с Дени Буном и Карин Виар и комедию «Сиприен», где партнёрами Лорана по съёмочной площадке были Эли Семун и Катрин Денёв.
Является кавалером Ордена Искусств и литературы

## Фильмография
Кино
- 2000 — Маркиз де Сад режиссёр Бенуа Жако
- 2005 — Сен-Жак... мечеть режиссёр Колин Серро
- 2005 — Загнанный режиссёр Филипп Коллин
- 2007 — Просто вместе режиссёр Клод Берри
- 2009 — Код изменился режиссёр Даниэль Томпсон
- 2009 — Сиприен режиссёр Давид Шарон
- 2011 — Искусство любить режиссёр Эмманюэль Муре
- 2011 — Бессонная ночь режиссёр Фредерик Жарден
- 2011 — Управление государством режиссёр Пьер Шоллер
- 2019 — Офицер и шпион режиссёр Роман Поланский — генерал де Пелье
- 2020 -  Триумф режиссёр Эммануэль Курколь - Стефан

Телевидение
- 2003 — Индюк режиссёр Дон Кент
- 2008 — Женитьба Фигаро режиссёр Дон Кент
- 2009 — Честный человек режиссёр Лоран Эйнеманн
- 2009 — Век Мопассана. Повести и рассказы XIX столетия (сериал) режиссёр Клод Шаброль, Лоран Эйнеманн
- 2009 — Черная сюита (сериал), эпизод 8: Расплата режиссёр Клер Девер
- 2010 — Перелом режиссёр Ален Тасма

## Роли в театре
- 1992 — «Искусство красиво расставаться» Жоржа Фейдо, режиссёр Филипп Дюкло
- 1996 : La Cour des comédiens автор сценария Антуан Витез, режиссёр Жорж Лаводан, Авиньонский фестиваль
- 1996 : Six fois deux, режиссёр Жорж Лаводан
- 1997 : Истории Франции авторы сценария Мишель Дойч и Жорж Лаводан, режиссёр Жорж Лаводан, Театр «Одеон»
- 1997 : Ulysse Matériaux, режиссёр Жорж Лаводан
- 1999 — «Святая Иоанна скотобоен» Б. Брехта, режиссёр Ален Милианти
- 1999 : Виктор, или Дети у власти по пьесе Роже Витрака, режиссёр Филлип Адриен
- 1999 : Les Muses orphelines по пьесе Мишеля Марка Бушара, режиссёр Isabelle Ronayette
- 1999 — «Генрих V» У. Шекспира, режиссёр Жан-Луи Бенуа, театр de l'Aquarium
- 2001 — «Балкон» Ж. Жене, режиссёр Jean Boillt, Авиньонский фестиваль
- 2001 : La Fille que j’aime автор сценария и режиссёр Гийом Хассон
- 2001 : Les Parfums du cheik автор сценария и режиссёр Фози Бен Саиди
- 2001 : Цимбелин У. Шекспира, режиссёр Марио Гонсалес
- 2001 : Ленц, Лоранс и Лена, режиссёр Маттиас Лангхофф
- 2001 — «Генрих VI» У. Шекспира, режиссёр Nadine Varoutsikos
- 2001 — «Мнимый больной» Ж.-Б. Мольера, режиссёр Клод Стратц
- 2001 — «Мещанин во дворянстве» Ж.-Б. Мольера, режиссёр Жан-Луи Бенуа
- 2001 — «Рюи Блаз» В. Гюго
- 2001 : «Индюк» Ж. Фейдо, режиссёр Лукас Хемлеб
- 2001 : Сказки Лафонтена по произведениям Жана де Лафонтена, режиссёр Роберт Уилсон, театр Комеди Франсэз
- 2003 — «Лес» А. Н. Островского, режиссёр Пётр Фоменко
- 2008 : Трое мужчин в одной гостиной по произведению Франсуа-Рене Кристиани, режиссёр Энн Кесслер, театр Комеди Франсэз — Лео Ферре
- 2008 : Juste la fin du monde Жана-Люка Лагарса, режиссёр Майкл Раскин — Антуан
- 2008 — «Женитьба Фигаро» Бомарше, режиссёр Кристоф Раук — Фигаро
- 2009 — «Смешные жеманницы» Мольера, режиссёр Дан Жемет, Театр Старой Голубятни (Вьё Коломбьё) — Виконт де Жодле и Дю-круази (Филибер Гассо)
- 2009 — «Четыре пьесы» (Quatre pièces) Ж. Фейдо, режиссёр Джан Мануэль Рау, Театр Старой Голубятни (Вьё Коломбьё)
- 2009 — Amour et Piano Ж. Фейдо — Эдуард
- 2009 — Fiancés en herbe Ж. Фейдо — René
- 2009 — «Покойная мать мадам» Ж. Фейдо — Люсьен
- 2010 — «Три сестры» А. П. Чехова, режиссёр Ален Франкон
- 2011 — «Три сестры» А. П. Чехова, режиссёр Ален Франкон